# Jason Gardner
Jason Corey Gardner (Indianapolis, 14 novembre 1980) è un ex cestista e allenatore di pallacanestro statunitense.

## Palmarès

### Squadra
- Campionato tedesco: 1

EWE Baskets Oldenburg: 2008-09
- Supercoppa tedesca: 1

EWE Baskets Oldenburg: 2009

### Individuale
- McDonald's All-American Game (1999)
- NCAA AP All-America Second Team (2003)
- NCAA AP All-America Third Team (2002)
- Basketball-Bundesliga MVP: 1

EWE Baskets Oldenburg: 2008-09